# Хомер (Локве)
Хомер је насељено место у саставу општине Локве у Горском котару, Приморско-горанска жупанија, Република Хрватска.

## Историја
До територијалне реорганизације у Хрватској налазио се у саставу старе општине Делнице.

## Становништво
На попису становништва 2011. године, Хомер је имао 272 становника.

## Попис1991.
На попису становништва 1991. године, насељено место Хомер је имало 330 становника, следећег националног састава:
| Попис 1991.‍  | Попис 1991.‍  | Попис 1991.‍ | Попис 1991.‍ | Попис 1991.‍ |
| ------------ | ------------ | ----------- | ----------- | ----------- |
|              |              |             |             |             |
| Хрвати       | Хрвати       |             | 288         | 87,27%      |
| Срби         | Срби         |             | 15          | 4,54%       |
| Муслимани    | Муслимани    |             | 14          | 4,24%       |
| Југословени  | Југословени  |             | 4           | 1,21%       |
| неопредељени | неопредељени |             | 4           | 1,21%       |
| непознато    | непознато    |             | 5           | 1,51%       |
| укупно: 330  |              |             |             |             |